# Philippe François
Pour les articles homonymes, voir François.
Philippe François, né le 16 août 1927 à Villiers-le-Bel et mort le 30 mars 2019 à Neuilly-sur-Seine, est un homme politique français.

## Fonctions et des mandats
Mandat parlementaire
- 19 avril 1983 - 28 septembre 1986 : sénateur de Seine-et-Marne en remplacement de Marc Jacquet
- 28 septembre 1986 - 30 septembre 2004 : sénateur de Seine-et-Marne[2]

Mandat municipal
- 1964 à 2008 : Maire de Coulombs-en-Valois